# Brückentag

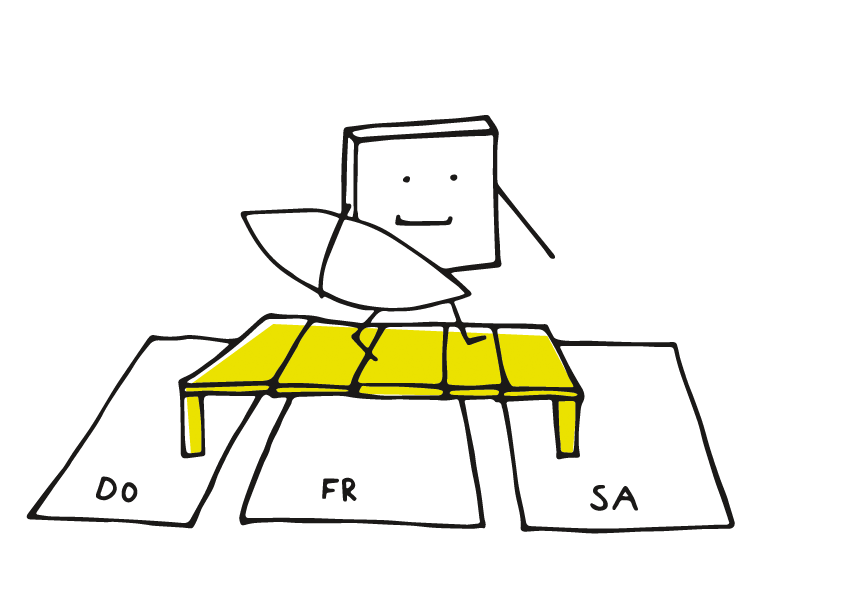
Veranschaulichung des Brückentages Freitag

Als Brückentag bezeichnet man in der Arbeitswelt in Deutschland einen, maximal zwei Arbeitstage, die zwischen einem Feiertag und einem (zumeist) ohnehin arbeitsfreien Tag (Samstag oder Sonntag) liegt. In Österreich heißt er Fenstertag, in Oberösterreich hat sich daneben auch die Bezeichnung Zwickeltag eingebürgert. In der Schweiz wird unter französisch-italienischem Einfluss nur von Brücke gesprochen.

## Verwendung
Die Brückentage sind besonders wirtschaftlich wie soziologisch von Bedeutung. Viele Menschen nutzen sie, um sich von der Arbeit frei zu nehmen. Mit wenigen Urlaubstagen oder entsprechendem Zeitausgleich kann man so mehrere Tage hintereinander arbeitsfrei haben, also ein sogenanntes verlängertes Wochenende ohne dazwischenliegenden Arbeitstag überbrücken.
Typische Brückentage in Europa sind die Tage zwischen Weihnachten und Neujahr, der Freitag nach Christi Himmelfahrt (in der Schweiz Auffahrtsbrücke genannt), regional der Freitag nach Fronleichnam und speziell in den Karnevalshochburgen der Freitag nach Weiberfastnacht. Weitere Brückentage gibt es in solchen Jahren, in denen ein Feiertag mit einem festen Datum auf einen Dienstag oder einen Donnerstag fällt, das kann der Nationalfeiertag des jeweiligen Landes, der 15. August (Mariä Himmelfahrt), der 31. Oktober (Reformationstag), der 1. November (Allerheiligen) oder ein anderer Feiertag sein.
Da Brückentage, wie die Feiertage, lange vorher bekannt sind, werden sie häufig in die Betriebsplanungen einbezogen. Viele Produktionsbetriebe schließen die normale Fertigung und nutzen diese Tage für Reparatur- und Wartungsarbeiten an den Maschinen. Insbesondere in Betrieben mit komplexen Produktionsanlagen lohnt es sich häufig nicht, die Produktion für einen Brückentag hochzufahren, sie sehen daher oft die Brückentage für einen Teil ihrer Arbeitnehmer automatisch vor. Andererseits nutzen diejenigen, die frei haben, die Brückentage häufig, um einkaufen zu gehen, so dass sich der Handel ebenfalls verstärkt bemüht, Kunden anzulocken. Auch die Tourismusbranche lockt mit vielen Angeboten über diese verlängerten Wochenenden.
Die Verkehrsströme verlaufen an solchen Tagen oft anders. Während es auf Routen, auf denen Erwerbstätige normalerweise zur Arbeit fahren (und Schüler zu ihrer Schule), ruhiger ist, kommt es auf Zufahrtsstraßen zu Einkaufszentren an Brückentagen zu erhöhtem Verkehrsaufkommen, dies allerdings in der Regel zugunsten geringeren Verkehrs am folgenden Samstag.
Speziell in Grenzregionen kommt es darauf an, ob es den vorangegangenen oder folgenden Feiertag auch im benachbarten Ausland oder Gliedstaaten, beispielsweise Schweizer Kantonen, gibt oder nicht. Dementsprechend hoch ist das Verkehrsaufkommen über die Grenze. Entsprechende Effekte treten auch dann auf, wenn es im benachbarten Ausland, aber nicht im Inland einen Feiertag mit anschließendem oder vorangegangenem Brückentag gibt, etwa im Fall eines Nationalfeiertags in einem Nachbarstaat. Entsprechend stärkeren Verkehr gibt es auch an dem Feiertag selbst, wenn er nicht auf einen Sonntag fällt und nicht auch im Nachbarstaat oder -region Feiertag ist (der 1. Mai ist z. B. in den Niederlanden oder in einigen Schweizer Kantonen ein Werktag).
Exportorientierte Produktionsbetriebe müssen sich darauf einstellen, ob es sich um nationale oder internationale Feiertage bzw. Fenstertage handelt. Dementsprechend müssen sie ihre Produktion bereits vorher darauf einrichten.
Unternehmen können diese Tage nutzen, um eventuelle Überstunden oder Urlaubstage der Mitarbeiter abzubauen. Schulen kennen solche Brücken auch, doch ob, inwieweit das erfolgt und wie das bewerkstelligt wird, ist vom Staat, bzw. falls Schulen föderal organisiert sind, vom entsprechenden Gliedstaat abhängig.

## Begriffsverwendung in anderen Sprachen
Die Bezeichnung Brückentag findet sich in gleicher Verwendung auch in anderen Ländern, etwa den Niederlanden (brugdag). In Frankreich hat sich dagegen als Hauptverwendung die Verbform faire le pont („die Brücke machen“) durchgesetzt; ähnliches ist auch in anderen südeuropäischen Ländern verbreitet, z. B. in Spanien, Italien oder Rumänien. Koreanisch lautet die Bezeichnung 징검다리 휴일 Jinggeom-dari Hyuil ~ Trittstein-Urlaubstag. Ebenso wie im deutschen Sprachraum gibt es oft auch eine Bezeichnung für das „lange Wochenende“ (z. B. spanisch fin de semana largo).
Die Bezeichnung „langes Wochenende“ oder „verlängertes Wochenende“ ist in anderen Ländern dagegen die vorherrschende Bezeichnung für ein Viertagewochenende, etwa englisch long weekend. Insgesamt wird zur genauen Unterscheidung der „langen Wochenenden“ in Nebenbezeichnungen in Dreitage- oder Viertagewochenenden unterschieden (zum Beispiel englisch Three-Day Weekend und Four-Day Weekend). In Argentinien werden gesetzliche Feiertage üblicherweise auf den jeweiligen Montag geschoben, und ein „langes Wochenende“ bezeichnet dort immer ein Dreitagewochenende – Brückentage gibt es dort nicht.
Verlängerte Wochenenden heißen in Norwegen „ovale Wochenenden“, in Abgrenzung zu den normalen „runden Wochenenden“. Die zwischen Feiertagen und normalem Wochenende liegenden Tage sind die „eingeklemmten Tage“ (inneklemte dager). In Schweden hat sich hier das Substantiv der klämdagar (Klemmtage) herausgebildet, die weitgehend der Wortbildung der Fenstertage entsprechen.
In Ungarn wird der Fenstertag staatlich als Feiertag deklariert und der eigentliche Werktag auf einen Samstag (davor oder danach) verschoben. Somit entsteht eine sechstägige und eine dreitägige Arbeitswoche mit einem viertägigen langen Wochenende. Ähnlich wie z. B. in Österreich beurlauben sich sehr viele Arbeitnehmer an diesem verschobenen „Arbeitssamstag“.

## Herkunft
Der Fenstertag verdankt seinen Namen dem Bild, das entsteht, wenn freie Tage (Samstage, Sonntage und Feiertage) im Jahreskalender mit großen 'X' durchgestrichen werden. Ein freier Tag zwischen zwei solchen 'X' sieht aus wie das offene Fenster zwischen rustikalen Fensterflügeln.

## Deutschlandweite Brückentage 2025–2029
Im Folgenden sind die bundesweiten Feiertage mit festem Datum aufgelistet, die in den Jahren 2025–2029 auf einen Dienstag oder Donnerstag fallen. Je nach Bundesland können noch weitere Feiertage hinzukommen. Christi Himmelfahrt hat ein variables Datum (39 Tage nach dem Ostersonntag), fällt aber immer auf einen Donnerstag und ist somit der einzige bundesweite Brückentag, den es jedes Jahr gibt.
- 2025: Tag der Arbeit (01.05.), Christi Himmelfahrt (29.05.), 1. Weihnachtsfeiertag (25.12.) (alle: Donnerstag)
- 2026: Neujahr (01.01.), Christi Himmelfahrt (14.05.) (beide: Donnerstag)
- 2027: Christi Himmelfahrt (06.05., Donnerstag)
- 2028: Christi Himmelfahrt (25.05., Donnerstag), Tag der Deutschen Einheit (03.10., Dienstag), 2. Weihnachtsfeiertag (26.12., Dienstag)
- 2029:  Tag der Arbeit (01.05., Dienstag), Christi Himmelfahrt (10.05., Donnerstag), 1. Weihnachtsfeiertag (25.12., Dienstag)